# Landessozialgericht Rheinland-Pfalz

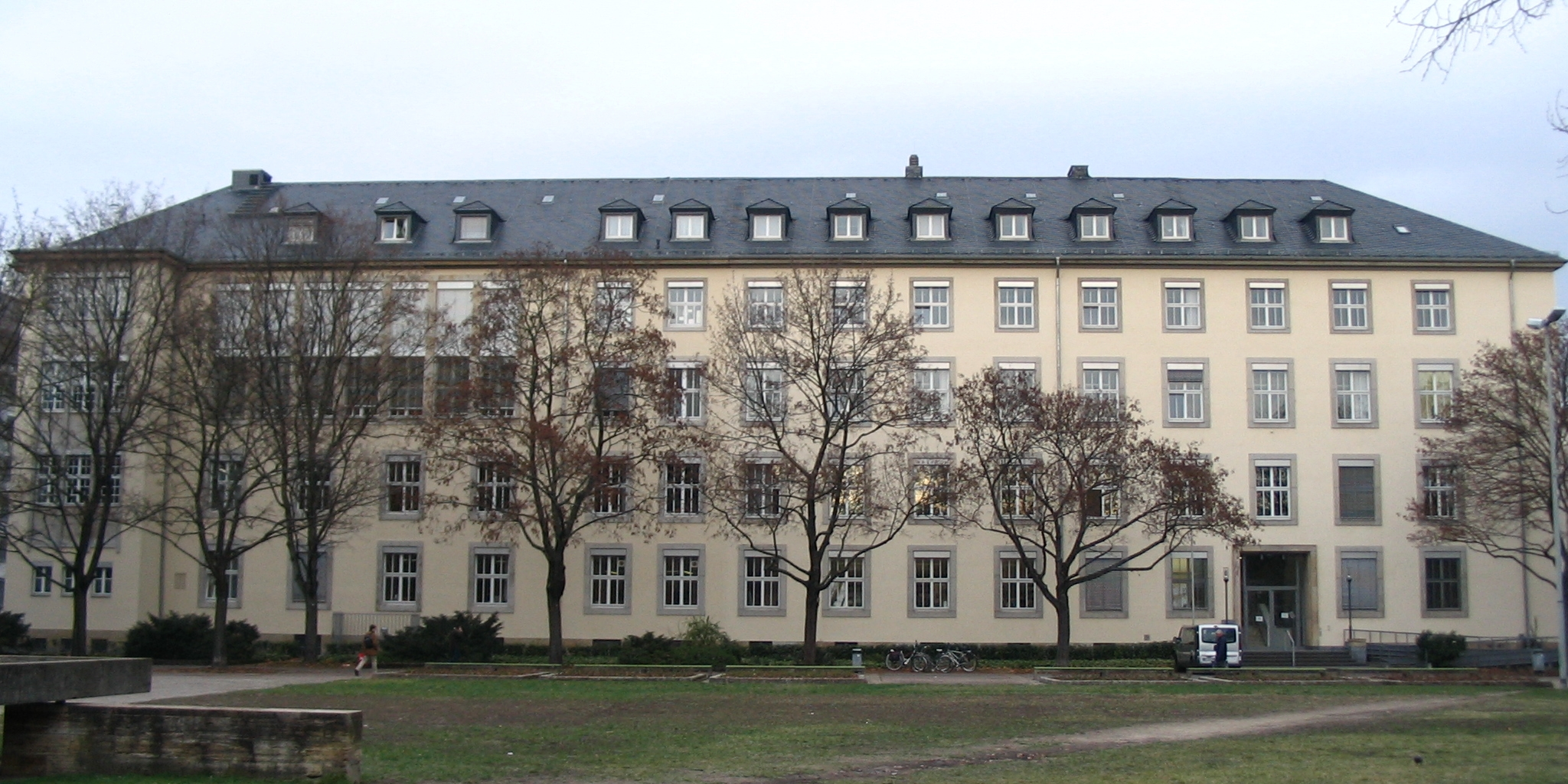
Das Gebäude des Landessozialgerichts Rheinland-Pfalz, in dem auch das Landesarbeitsgericht Rheinland-Pfalz und das Sozialgericht Mainz untergebracht sind.

Das Landessozialgericht Rheinland-Pfalz ist ein Gericht der Sozialgerichtsbarkeit von Rheinland-Pfalz. Präsident des Landessozialgerichts ist seit dem 1. April 2022 Stephan Gutzler.

## Gerichtssitz und -bezirk
Das Landessozialgericht (LSG) hat seinen Sitz in Mainz. Der Gerichtsbezirk umfasst das gesamte Gebiet des Landes Rheinland-Pfalz.

## Gerichtsgebäude
Das Gerichtsgebäude befindet sich am Ernst-Ludwig-Platz 1 im Bezirk Mainz-Altstadt. In ihm sind auch das Sozialgericht Mainz und das Landesarbeitsgericht Rheinland-Pfalz untergebracht.

## Leitung
- 1953–1968: Otto Eberhard, * 28. Oktober 1903
- 1968–1971: Hans Bode
- 1. März 1971–1988: Emil Scherer, * 11. April 1926
- 1. Januar 1989–1999: Gerhard Wissing, * 8. September 1934
- 1999–2007: Ralf Bartz
- 2008–2017: Ernst Merz
- 2018–2022: Werner Follmann
- seit April 2022: Stephan Gutzler

## Instanzenzug
Dem Landessozialgericht Rheinland-Pfalz ist das Bundessozialgericht übergeordnet. Nachgeordnete Gerichte sind die vier Sozialgerichte Koblenz, Mainz, Speyer und Trier.